# إدواردو كوندي
إدواردو كوندي هو لاعب كرة قدم برازيلي في مركزي قلب الدفاع والدفاع، ولد في 17 سبتمبر 1997 في Montenegro, Rio Grande do Sul ‏ في البرازيل. لعب مع نادي أفاي لكرة القدم.

## وصلات خارجية
- إدواردو كوندي على موقع رابطة كرة القدم اليابانية للمحترفين (اليابانية)
- إدواردو كوندي على موقع قاعدة بيانات كرة القدم.إي يو (الإنجليزية)
- إدواردو كوندي على موقع Soccerway.com (الإنجليزية)
- إدواردو كوندي على موقع عالم كرة القدم.نت (الإنجليزية)